# Нижньосірогозький район
Нижньосірого́зький райо́н — колишній район у північно-східній частині Херсонської області. Центр — смт Нижні Сірогози. На півночі межував з Верхньорогачицьким районом, на сході з Веселівським районом Запорізької області, на півдні з Іванівським та Новотроїцьким, на заході з Каховським, Горностаївським і Великолепетиським районами Херсонської області.
17 липня 2020 року було ліквідовано внаслідок адміністративно-територіальної реформи.

## Географія
Географічні дані: площа району становила 120867 га, що становило 4,24 % від площі області.

### Природні ресурси
- ґрунти в районі — чорноземи південні, слабо гумусові. Родючі чорноземи — 109000 га, поширені червоно-бурі глини третинного походження, рідко зустрічаються рябі глини кімерійського ярусів білого і світло-жовтого забарвлення;
- на території району 69 польових ставків площею 217,9 га, з яких діючих — 2, об'ємом 40 тис. м³ води;
- 46 ставків каскадного типу довжиною 51,7 км, площа яких 465,8 га, а об'єм водного фонду — 5,7 млн. м³.
- на території району знаходиться водойма (річка) Балка Великі Сірогози.

## Історія
Район розташовувався на перехресті шляхів, які прокладали різні кочові племена. Нині про це свідчать скіфські кургани Огуз, Малий Огуз і Діїв, які становлять велику історичну цінність. В них було знайдено велику кількість золотих прикрас тонкої ювелірної роботи, які можна тепер побачити у багатьох музеях світу. У пізніші часи тут сходилися козацькі і чумацькі шляхи. Саме це зумовило виникнення багатьох нинішніх населених пунктів району. Сьогодні все це оберігається, використовується для відродження історичної пам'яті.
Дата утворення: 7 березня 1923.
З приходом Південної Похідної групи ОУН (р) на Херсонщину під керівництвом М. Сидора-«Чорторийського» було створено українську адміністрацію у м. Новоолександрівську і Давидів Брід. ОУН тут проявила велику активність, що дуже занепокоїло німецьку адміністрацію. Як наслідок групу Чорторийського було ліквідовано.
20.3.1946 вилучено з району та включено до складу Великолепетиського району сільські Ради: Запорізьку, Зеленівську, Миколаївську та Рубанівську. 

05.02.1965 Указом Президії Верховної Ради Української РСР передано Степнянську сільраду Горностаївського району до складу Нижньосірогозького району.

## Адміністративний устрій
Адміністративний розподіл: на території району знаходилося 1 селище міського типу та 24 сільських населених пунктів. Відстань від обласного центру: районний центр, смт. Нижні Сірогози, розташований на відстані 192 км залізничним шляхом та 169 км автошляхом від обласного центру (м. Херсон).

## Промисловість
Основним багатством району є земля. Добре родять тут озима пшениця, ячмінь, кукурудза, соняшник. Провідною галуззю виробництва є переробна промисловість. В районі працюють два промислових підприємства: КП «Нижньосірогозька харчосмакова фабрика», що виробляє плодо-овочеві консерви та нерафіновану олію та "ВАТ «Сірогозький завод масла і сухого молока» — займається виробництвом тваринного масла та технічного казеїну.

## Транспорт
Транспортна інфраструктура: наявність залізниці протяжністю 36 км (станція Сірогози), платформа 66 км. Автошляхів всього — 258,7 км, у тому числі загальнодержавного значення — 47 км, місцевого значення — 211,7 км.
Територією району проходить автошлях E58.

## Населення
Національний склад населення за даними перепису 2001 року:
| Національність | Кількість осіб | Відсоток |
| -------------- | -------------- | -------- |
| українці       | 16297          | 82,21 %  |
| росіяни        | 2710           | 13,67 %  |
| турки          | 196            | 0,99 %   |
| молдовани      | 146            | 0,74 %   |
| корейці        | 91             | 0,46 %   |
| інші           | 383            | 1,93 %   |

Мовний склад населення за даними перепису 2001 року:
| Мова       | Кількість осіб | Відсоток |
| ---------- | -------------- | -------- |
| українська | 15918          | 80,30 %  |
| російська  | 3460           | 17,45 %  |
| турецька   | 187            | 0,94 %   |
| молдовська | 78             | 0,39 %   |
| курдська   | 53             | 0,27 %   |
| інші       | 127            | 0,64 %   |

## Соціальна сфера
Виходить друком районна газета «Червоний промінь».

## Політика
25 травня 2014 року відбулися Президентські вибори України. У межах Нижньосірогозького району було створено 18 виборчих дільниць. Явка на виборах складала — 48,69 % (проголосували 6 150 із 12 632 виборців). Найбільшу кількість голосів отримав Петро Порошенко — 40,98 % (2 520 виборців); Сергій Тігіпко — 11,24 % (691 виборців), Юлія Тимошенко — 9,11 % (560 виборців), Олег Ляшко — 7,48 % (460 виборців), Петро Симоненко — 6,96 % (428 виборців), Анатолій Гриценко — 6,94 % (427 виборців). Решта кандидатів набрали меншу кількість голосів. Кількість недійсних або зіпсованих бюлетенів — 2,37 %.